# David Arnoldo Cabrera
David Arnoldo Cabrera (San Salvador, 12 settembre 1945) è un ex calciatore salvadoregno, di ruolo attaccante.

## Carriera
Prese parte con la nazionale salvadoregna ai Mondiali del 1970.

## Palmarès

### Club

#### Competizioni nazionali
- Campionato salvadoregno: 4

FAS: 1977-1978, 1978-1979, 1981, 1984

#### Competizioni internazionali
- CONCACAF Champions League: 1

FAS: 1979